# Попов, Иоанн Васильевич
Иоанн Васильевич Попов (1865—?) — духовный писатель, священник.

## Биография
Родился в 1865 году.
Окончил Донскую духовную семинарию (1885).
В 1889 году окончил Казанскую духовную академию со степенью кандидата богословия.
Преподавал историю в Донском епархиальном училище. В 1891 году был рукоположён в сан священника. Служил в храмах станиц Зотовской и Усть‑Медведицкой.
С 1893 года состоял в Казанской духовной академии профессором по кафедре истории ламайства и монгольского языка.

## Труды
- «Ламаизм в Тибете, его история, учение и учреждения» Архивная копия от 18 ноября 2021 на Wayback Machine (Казань, 1898, магистерская диссертация).